# Ле Парк, Хулио
Хулио Ле Парк (исп. Julio Le Parc; род. 23 сентября 1928[…], Palmira, Мендоса) — аргентинский художник и скульптор, работающий в направлениях оптического и кинетического искусства. Один из основателей направления GRAV. Является значимой фигурой в аргентинском современном искусстве.

## Биография
Хулио Ле Парк родился в небогатой семье в 1928 году. В тринадцать лет переехал со своей матерью и братьями в Буэнос-Айрес. Там учился в Школе изящных искусств и проявлял интерес к художественному авангардному движению в Аргентине. В Школе изящных искусств вместе с другими художниками, среди которых были: Уго Демарко, Ф. Гарсия Миранда, Франциско Собрино, Орасио Гарсия-Росси, Франсуа Морелле, Серхио Мьяно Серванесом, Жан-Пьером Иваралем и Жоэлем Стэном сформировал художественную группы Groupe de Recherche d’Art Visuel или GRAV.
Предшественник кинетического искусства и оп-арта, член-основатель направления GRAV, лауреат Гран-при за живопись на 33-й Венецианской биеннале в 1966 году, Хулио Ле Парк является значимой фигурой в истории современного искусства.

## Творчество

### Ранние годы
Хулио проявил интерес к искусству с возраста тринадцати лет, несмотря на плохую успеваемость в школе, он превосходно рисовал портреты и иллюстрации к картам. Его окружение по Школе изящных искусств, значительно повлияло на начало его карьеры. Там он посещал ночные занятия, работая полный рабочий день. После четырёх с половиной лет обучения в школе он решил бросить её и отправиться в путешествие по стране, которое растянулось на восемь лет. Позже он возвращается в Академию изящных искусств, где принимает активное участие в движениях студенческих групп. Академию художеств он окончил вместе с таким художниками как Луис Уэллс и Рохелио Полеселло. В 1958 году Ле Парк получил грант от Французской культурной службы на поездку в Париж. Большая часть его ранней карьеры была посвящена живописи, гравюре. Однако в 1959 году Ле Парк начинает свои эксперименты с оптическими иллюзиями и светом.

### Средний этап
По прибытии в Париж в 1958 году он связался с южноамериканскими художниками Хесусом Рафаэлем Сото и Карлосом Крус-Диесом, которые уже переехали в Париже. Там они встретили Виктора Вазарели, Жоржа Вантонгерло, Морелле и Дениза Рене, с которыми у них завязалась дружба. Рене был французским дилером, который занимался продвижением абстрактного искусства, а позже внёс большой вклад в продвижение кинетического искусства. В Париже Ле Парк сосредоточился на творчестве. В 1960 году была создана группа GRAV с коллективной стратегией, подразумевающей сделать зрителя соавтором произведений.
В 1966 году Ле Парк получил главный приз на 33-й биеннале в Венеции. На момент получения награды он жил в Париже уже восемь лет. К этому времени Ле Парк сосредоточился в своих работах на экспериментах со светом. Он также экспериментировал со светом на отражающем цилиндре.
Защитник прав человека, он боролся против диктатуры в Латинской Америке. В 1972 году он отказался проводить ретроспективную выставку в Музее современного искусства Парижа, подбросив монету, чтобы принять решение.

### Поздний этап
Ле Парк продолжал использовать свет и кинетику. Тем не менее, «в 1970-х годах творчество Ле Парка стало менее продуктивным, поскольку его работы почти не оставались незамеченными на международной арене в течение нескольких десятилетий». Тем не менее, с возобновлением интереса к использованию света в качестве средства, работа Ле Парка привлекает внимание широкой публики.
В 2013 году в музее современного искусства в Париже прошла его персональная выставка.

## Персональные выставки
- Музей искусств Перес Майами (ПАММ), Майами, Флорида, США, 2016
- Галерея Серпентайн Сэклер, Лондон, Великобритания, 2014
- Дворец Токио, Париж, Франция, 2013
- Otra Mirada, Буэнос-Айрес, Аргентина, 2010
- Le Parc. Lumière, Гавана, Куба, 2009
- Julio Le Parc et Vertige Vertical.. Кашан, Франция, 2005
- Julio Le Parc — Verso la Luce — TORSIONS, Кастелло ди Болденга-Брешиа (Италия), 2004
- Alquimias. Кито, Эквадор, 1998
- Salle de jeux et travaux de surface . Arcueil, Франция, 1996
- Obra reciente . Валенсия, Испания, 1991
- Modulazioni di Julio Le Parc . Брешиа, Италия, 1988
- Галерея Ла Полена, Генуя, Италия, 1979
- Galerie Denise René, Нью-Йорк, Нью-Йорк, США, 1973
- Kinetische Objekte . Ульм, Германия, 1970